# Freins au développement
 (mai 2016).
Si vous disposez d'ouvrages ou d'articles de référence ou si vous connaissez des sites web de qualité traitant du thème abordé ici, merci de compléter l'article en donnant les références utiles à sa vérifiabilité et en les liant à la section « Notes et références ».
Les théories sur les freins au développement économique sont nombreuses, diverses et leur audience a évolué avec le temps. Cette question porte également une importante charge émotionnelle, touchant à la fois aux modèles politiques, à des questions historiques sensibles (la colonisation) et aux susceptibilités nationales (de la question de la souveraineté nationale à celle de l'adéquation des traditions et mentalité d'un pays avec le développement économique).

## L'héritage du colonialisme
La répartition géographique des pays développés et en développement coïncide en grande partie avec le découpage :
- pays colonisateurs et colonisés avant la première révolution industrielle, d'une part ;
- pays colonisés entre la révolution industrielle et la veille de la Seconde Guerre mondiale d'autre part.

Partant de cette constatation, certains analystes attribuent une grande partie du maldéveloppement à cette colonisation post-révolution industrielle.
Le pivot du développement a été l'invention de la locomotive à vapeur à la fin du XVIIIe siècle. Auparavant, le transport des matières premières était très onéreux, il était plus intéressant de créer un atelier de fabrication proche du lieu de production des matières premières. C'est ainsi que les colonisations précédentes (annexion du royaume du Nam Viêt à l'Empire chinois au IIe siècle av. J.-C., colonisation de la Gaule par Jules César en 52 av. J.-C., colonisation d'une partie de l'Espagne par les Maures entre le VIIIe et le XVe siècle, colonisation de l'Amérique du Sud par les Conquistadors au XVe siècle puis de l'Amérique du Nord par les émigrants européens au XVIIe siècle...) ne se sont pas accompagnées d'un creusement entre les pays colonisés et colonisateurs, mais plutôt d'un échange technique et culturel, d'une « mise à niveau ».
L'invention de la machine à vapeur a eu un effet double : il a permis de faire baisser le coût du transport, et il a augmenté le coût de construction et logistique d'un atelier, le point critique n'étant plus l'approvisionnement en matière première du produit fini, mais l'approvisionnement en charbon. Il est donc devenu plus intéressant pour les pays colonisateurs d'importer des matières premières en métropole pour créer des ateliers, puis des usines, proches du lieu d'extraction du charbon et du lieu de vente du produit fini (marché intérieur), profitant d'une main d'œuvre colonisée (parfois esclave jusqu'au XIXe siècle) et métropolitaine (classe ouvrière émergente issue de la paysannerie) à très bas coût. À partir de ce moment, il n'y a plus eu diffusion de la technologie vers le pays colonisé, mais développement du marché intérieur du pays colonisateur.

### Une orientation industrielle et agricole inadaptée
À partir de la révolution industrielle, la transformation de la matière s'est donc développée dans le pays colonisateur, tandis que la production des pays colonisés a été favorisée essentiellement dans le secteur primaire par l'octroi de marche reserve chez le colonisateur. Or, l'exportation de matières premières, si elle est une source de revenus pour le pays, peut contribuer paradoxalement à son appauvrissement si elle n'est pas payée à un prix "juste" - "fair trade". 
Durant la colonisation, certains pays sont passés d'une agriculture traditionnelle à des cultures de rente, comme le coton, le café, le cacao ou l'arachide. D'une part cela a mis en danger la sécurité alimentaire des pays colonisés - cette affirmation est très controversée, ce ne sont pas les zones de productions de cultures de rente qui sont en insécurité alimentaire en général. Les systèmes agraires où les cultures de rente sont inclus sont généralement plus diversifiées et de fait moins susceptibles de souffrir de pénuries alimentaires. Les paysans n'ont dans ces zones jamais cesse de produire des cultures vivrières. Toutefois les productions agricoles destinées à être vendues sur le marché mondial, sans sécurité de revenus en raison de la fluctuation des cours mondiaux, sont également une source de vulnérabilité au niveau des producteurs mais aussi au niveau des États.

### Un déficit démocratique
La colonisation n'a ni favorisé ni empêché l'émergence de démocratie au sein des pays colonisés. D'une part le régime colonial, même pratiqué par une démocratie libérale, n'a pas inculqué de valeurs démocratiques à ses habitants, et d'autre part il n'a que rarement favorisé l'éducation et l'apparition d'une élite intellectuelle capable de diriger[réf. nécessaire]. Dans certains cas, les puissances coloniales ont même joué sur les dissensions interethniques ou interreligieuses pour asseoir leur pouvoir (« diviser pour régner »), par exemple dans le cas de la colonisation de l'Inde par l'Angleterre[réf. nécessaire] qui a mené à la séparation de l'Inde et du Pakistan après la décolonisation.
Lorsque la décolonisation s'est réalisée par une guerre, des régimes autoritaires ont souvent succédé — directement ou après une transition démocratique — au régime colonial. Certains citent l'exemple du FLN en Algérie ou du FLN au Viêt Nam. Lorsqu'elle s'est faite par accord, les pays ont été découpés sans tenir compte des ethnies ni des traditions, donnant des pays aux frontières rectilignes sans unité culturelle, et aux ressources réparties aléatoirement[réf. nécessaire].
L'impact du système politique sur le niveau de développement économique reste sujet de débat. La tradition politique libérale occidentale lie les deux phénomènes. Elle estime notamment que :
- la démocratie permet de sanctionner les erreurs de ses dirigeants, y compris dans le domaine économique, tandis qu'une dictature risque de s'enferrer dans un dogmatisme sans rapport avec la réalité (les libéraux citent en exemple la courte durée de la nouvelle politique économique en URSS)[réf. nécessaire] ;
- le développement humain ne se résume pas à la production industrielle et à la rentabilité financière.

À l'inverse, des exemples contraires montrent que le développement économique est possible sous des régimes politiques non libéraux. Il était d'usage de citer les exemples de l'Union soviétique, ou la Chine après 1949, la Corée du Sud de 1950 à la fin des années 1980.
Les régimes autoritaires asiatiques prônent l'existence d'une « voie asiatique » vers le développement, qui ne passerait pas par la case politique de la démocratie libérale. La Corée du sud a pu incarner ce modèle jusque dans les années 1980. La Chine le défend actuellement[réf. nécessaire].

### Une explosion démographique
Dans les pays colonisés, l'amélioration des conditions de santé (notamment les vaccinations) est arrivée brutalement. Pendant une à deux générations les familles font donc toujours autant d'enfants, mais le taux de mortalité baissant, cela provoque une croissance démographique rapide qui, si elle se prolonge longtemps, peut contribuer à freiner le développement.

### Le néocolonialisme
Les anciens pays colonisateurs ont en général gardé des liens étroits avec les anciennes colonies. Celles-ci ayant souvent d'importantes ressources minières et pétrolières, les pays développés ont tout intérêt à avoir un accès privilégié pour diminuer leur dépendance vis-à-vis d'autres fournisseurs jugés moins fiables. Par ailleurs, chaque pays ayant une voix à l'ONU, il est également intéressant d'avoir la faveur de gouvernements étrangers.
Ces considérations ont poussé certains gouvernements de pays développés à aider, financièrement et militairement, des dictatures. L'aide au développement des États est également souvent davantage répartie selon des critères politiques que selon des considérations humaines (cf. infra). À ceci s'ajoute la situation de la guerre froide, avec la constitution de « glacis stratégiques », la création de bases militaires et des coups d'État soutenus par les deux grands blocs.
On qualifie cette situation de « néocolonialisme ». Dans le cas de la France, on parle du « pré carré », ou de la « Françafrique ».

### Critiques de ce modèle
La diversité géographique et historique des pays et sous-continents en développement est très grande, ce qui a influé sur le mode de colonisation ou de dépendance puis sur la période de développement. 
Ce modèle est un modèle « initial », il considère les conditions initiales lors de la décolonisation (dans les années 1950-1960), mais pas les événements ultérieurs. Par ailleurs, la colonisation a aussi mis en valeur des ressources inexploitées (minières, agricoles), même si elle a introduit un système d'échange déficitaire.
Il existe pour chaque point des contre-exemples. Par exemple
- absence ou faiblesse de formation d'une élite intellectuelle : dans les pays ou une élite intellectuelle existait déjà, le colonisateur a en général conservé cette élite ; par exemple :
  - lorsque la France a colonisé l'Indochine, il existait déjà une élite intellectuelle gouvernante héritée du système mandarinal confucéen ; la France a maintenu cette élite et a même envoyé ses membres se former en métropole (cela permettait de couper cette élite du peuple et d'éviter la structuration d'une résistance intellectuelle) ;
  - l'Angleterre a également continué à former les personnes issues des hautes castes indiennes ;
- absence d'autosuffisance alimentaire due à des cultures de rente : le Cameroun, qui possède son autosuffisance alimentaire, est bien en déclin économique depuis environ dix ans ;
- l'exode rural dû à un appauvrissement des paysans en raison de la culture orientée vers les produits de rente : dans certains pays, on assiste à un exode rural similaire mais provoqué par la désertification, comme en Mauritanie où la population afflue vers Nouakchott non pour y trouver du travail (80 % de chômage).

### Les théories antiéconomiques
Les théories antiéconomiques, par exemple celles de la décroissance soutenable, généralement originaires des pays développés, visent à freiner le développement industriel. Cela contribue au climat d'hostilité envers certains pays émergents. D'ores et déjà certains sont accusés de désorganiser la demande sur le marché des ressources naturelles, l'utilisation de celles-ci et le contrôle de ces marchés étant jusqu'ici largement réservés aux pays développés. Par ailleurs les pays développés acceptent mal, vu la hausse des prix de ces matières produites le plus souvent par des pays en développement, le fait que la dégradation des termes de l'échange se soit inversée en faveur des pays qualifiés par l'expression de « Sud ».

## Facteurs internes

### La mauvaise gouvernance
Les critiques sur les causes politiques intérieures du sous-développement ont connu leur essor dans les années 1980, dans le sillage du renouveau des idées économiques libérales. Cette critique s'appuyait donc sur l'action des régimes des pays en voie de développement", généralement inspirés par des exemples d'économie dirigée ou des régimes socialistes.
Avant cette période, ce type de critique avait un écho marginal en raison de la proximité avec la période de décolonisation : critiquer les erreurs politiques intérieures peut être assimilé à de l'ingérence dans les affaires d'un pays souverain. Et, dans les années 1970, une part du sous-développement était masquée par la flambée des prix des matières premières qui produisent nombre de pays sous-développés.
Dans les années 1990, les États-Unis ont propagé la notion de "bonne" ou de "mauvaise gouvernance", notamment en Afrique (avec l'exemple de l'Ouganda, visité par Bill Clinton en 1998).
La mauvaise gouvernance est en règle générale la première cause de sous-développement. Cette mauvaise gouvernance est identifiable selon les symptômes suivants :
- Intérêts personnels privilégiés et fait du prince ;
- Incompétence administrative; administration tatillonne et bureaucrate
- Développement de réseaux de corruption et détournement de l'argent public;
- Dépenses d'infrastructures délaissées au profit de dépenses de fonctionnement ou d'apparat ;
- Mobilisation des ressources du pays dans la construction d'éléphants blancs ;
- Mauvais choix stratégiques de développement et surendettement ;
- Insécurité des investissements ;
- Insécurité alimentaire.
- Maintien d'un analphabétisme élevé, qui limite le désir de révolte face à une administration incompétente.

La mauvaise gouvernance met en cause la façon dont le pays est gouverné et non la qualité intrinsèque du pays. Elle est en général rejetée par les gouvernements en question, qui s'estiment bons gestionnaires de la chose publique. Elle est la principale cible des bailleurs internationaux, comme le FMI ou la banque mondiale qui cherchent à imposer depuis 1980 une conception néo-libérale.

#### La corruption
Il existe une forte corrélation entre le niveau de développement et le niveau de corruption tel que mesuré par Transparency International.
On peut classer la corruption en trois grands groupes :
- Corruption anecdotique : c'est le cas des pays développés où la corruption en vue d'obtenir un passe-droit reste anecdotique dans la vie économique;la récente crise des subprimes, le rôle croissant des paradis fiscaux, la forte dépendance des media à l'égard de la publicité (en moyenne deux tiers de leurs recettes) et donc des groupes industriels et financiers qui les contrôlent souvent directement amènent à nuancer pour beaucoup d'observateurs cette idée reçue.
- Corruption pour obtenir un passe-droit : dans beaucoup de pays en développement, un système de corruption, renchérissant les coûts de l'investissement, est mis en place en vue d'obtenir des passe-droits auprès d'administrations bureaucratiques et tatillonnes ;
- Corruption pour obtenir droit : dans certains pays moins avancés, on observe un système poussé de corruption en vue d'obtenir n'importe quel droit (papier de l'administration, retrait postal, sortie de marchandises du port, soins à l'hôpital, etc.). Ce système pénalise les entreprises de la zone en renchérissant leurs coûts, ce qui dégrade leur compétitivité. Elles n'ont aucun moyen de la contourner et la corruption devient une sorte d'"impôt" privatisé prélevé par les fonctionnaires pour leur compte. Les élites dirigeantes bénéficiant en général de ce système, elles ne le combattent pas, voire parfois l'encouragent pour obtenir la paix sociale chez les fonctionnaires.

#### L'atrophie du système judiciaire
L'état du système judiciaire est un point central du développement. En effet, l'investissement de capitaux étrangers dans un pays est fortement lié à la sécurité juridique de cet investissement. Les investisseurs ayant une aversion au risque privilégient toujours, à coût égal, le système judiciaire le plus fiable.
La présence d'un système judiciaire prémunit également contre le « fait du prince ». En effet, de nombreuses sociétés qui avaient investi en Afrique se sont vu confisquer leurs investissements par des gouvernements africains sans pouvoir obtenir de justes réparations pour leur préjudice devant la justice (c'est par exemple le cas de France Télécom en Centrafrique ou au Gabon).
Ces États, ayant démontré aux investisseurs l'absence d'« État de droit » sont aujourd'hui boudés par ceux-ci dans les secteurs où la rentabilité ne compense pas le risque pris (ou supposé être pris).

### Les politiques économiques
Les partisans du libéralisme économique ont diffusé dans les années 1980 l'idée que le sous-développement était imputable à la mise en place, dans la plupart des pays décolonisés ou sous-développés, de systèmes d'économie dirigée, voire de régimes "socialistes" sur le modèle soviétique. La critique libérale estime donc que ces échecs sont moins la cause de la nature des pays concernés que de l'absence de libéralisme économique. Comme pour tout système étatique, le sous-développement viendrait de l'absence d'initiative individuelle, de création et de développement d'entreprises privées, de l'absence de concurrence, etc. À l'inverse, les choix étatiques sont supposés inefficients par la critique libérale, sans compter les risques de dérive en matière de gouvernance (lire plus haut).

### Facteurs culturels
Le sous-développement de certaines régions du monde a longtemps été attribué par l'Occident à des causes sinon raciales, c'est-à-dire culturelle. Ce type de critique, qui fait porter la responsabilité du sous-développement aux populations en souffrant, a repris de l'ampleur depuis les années 1980-1990 après une phase de discrétion dans les années 1960-1970.
Ce type de critique établit un lien essentiel entre culture (notamment la religion, les mentalités, la structure sociale) et le développement. Ce courant de pensée s'inscrit dans le sillage de l'ouvrage fondateur du sociologue allemand Max Weber (1864-1920) (L'Éthique protestante et l'esprit du capitalisme, 1904-1905). Sans insister sur le côté religieux, l'historien américain David Landes (né en 1924) attribue à la culture et aux mentalités européennes le développement économique, estimant en contrepoint que les autres cultures ne parviennent pas un même résultat (Richesse et pauvreté des nations, 2000). Sa thèse a cependant été accusée d'européocentrisme.

#### Le poids des traditions
Les pays développés à forte productivité et bénéficiant de ce fait d'un niveau de vie élevé mettent en général en œuvre une sécurité sociale, une entraide « obligatoire » en cas de maladie, d'accident ou pour la vieillesse. Les pays en développement n'ont en général pas cette solidarité d'État, les « accidents de la vie » sont pris en charge par la solidarité entre individus. L'intégration dans le groupe est donc une nécessité liée à la survie. Par ailleurs, dans des pays où l'âge moyen est faible, les personnes âgées sont celles qui ont survécu, et leur comportement est donc un modèle. Ce deux éléments expliquent l'importance des traditions dans les pays en développement : en tant que facteur d'intégration au groupe et que modèle à suivre, ils constituent véritablement un élément fondamental de la survie.
Mais la perpétuation des traditions est aussi considérée comme un facteur d'immobilité de la société, les mentalités s'adaptant difficilement à l'évolution de l'environnement économique et social du pays. Dans ce domaine, un changement de mentalité se fait à l'échelle d'une génération, et en général de manière hétérogène dans le pays. Il faut donc plusieurs générations pour que l'adaptation des mentalités ait lieu.
Dans certains cas, c'est la mentalité globale de la société traditionnelle qui a été perçue par certains penseurs comme un frein au développement. En Inde, la société est organisée traditionnellement en castes ; chaque caste correspond à un niveau social et à un type d'emploi traditionnel, et il est, dans ce système, impensable de changer de caste : la naissance est une fatalité, une personne née dans une basse caste paie le prix de son mauvais comportement dans une vie antérieure. Il y a donc traditionnellement peu de volonté d'améliorer ses conditions de vie, de se projeter vers un avenir meilleur (celui-ci viendra dans la prochaine incarnation). Ce modèle fataliste et cyclique (contrairement au modèle ascendant de la pensée occidentale) a été considéré comme un frein au développement.
Dans d'autres cas, ce sont des éléments concrets des traditions sociales qui sont considérés comme des freins au développement économique.
Aux Comores et plus particulièrement en Grande Comore existe une tradition du grand mariage : dans sa vie, un homme doit organiser un grand mariage fastueux (qui n'est pas nécessairement son premier mariage) ; une grande partie des revenus est donc épargnée pour ce grand mariage et ne peut donc être investie dans des projets. Par ailleurs, la tradition veut aussi que l'on ait une grande maison en dur; on voit donc fréquemment des fondations en attente de murs, ou des murs en attente de toit, tandis que la famille vit dans des cases de tôle ou de bois avec des problèmes de salubrité et de maladies liées à l'amplitude thermique. Une des solutions d'amélioration de l'habitat serait les constructions modulaires (faire une petite pièce en entier, puis lorsque l'on a de l'argent construire une autre pièce attenante), mais elle se heurte aux traditions. Voir Culture des Comores.
On peut encore citer les traditions de mutilation sexuelle de nombreuses femmes dans certains pays (excision et infibulation), et d'une manière générale la condition de la femme dans de nombreuses sociétés.
Certains penseurs, notamment issus de pays en développement, critiquent l'insistance mise sur ces facteurs culturels[réf. nécessaire]. Ils soulignent que les populations des pays développés n'ont souvent pas conscience que leurs propres traditions ont mis plusieurs siècles à évoluer. À titre d'exemple, le droit de vote des femmes en France date de 1945, plus d'un siècle et demi après la proclamation de l'égalité des citoyens.
On est donc confronté à deux défauts opposés[réf. nécessaire] :
- de la part des pays développés : la dimension traditionnelle est parfois négligée dans les opérations d'aide au développement, les acteurs n'ont pas conscience que dans l'esprit des populations, remettre en cause les traditions c'est remettre en cause leur survie ;
- d'autre part les habitants des pays développés ont tendance à avoir une image stéréotypée, voir caricaturale, des populations en développement qui connaissent des transformations accélérées depuis 50 ans.

### La démographie
En raison de la forte mortalité précoce et infantile, les familles des sociétés « traditionnelles » ont de nombreux enfants ; par ailleurs, en raison de l'absence d'un système d'assurance vieillesse (retraite), les enfants sont ceux qui vont permettre aux parents de survivre lorsqu'ils ne pourront plus eux-mêmes travailler (solidarité inter-générations). Le fort nombre de naissances est là pour compenser la forte mortalité, c'est ce que certains nomment « l'équilibre de la misère ».
Dans les pays développés, la natalité a lentement baissé après l'amélioration des conditions de santé et de vie, mais aussi avec l'amélioration de la condition des femmes, qui se sont vu offrir un autre avenir que celui uniquement de mère. Les pays en développement, au contraire, ont vu arriver des améliorations sanitaires rapides et donc une forte baisse de la mortalité qui a certes entraîné une baisse de la natalité pour rétablir un certain équilibre, mais seulement une à deux générations plus tard. Ce décalage a entraîné un taux de croissance démographique rapide, supérieur à 2 % par an, pendant quelques décennies.
Ceci pose alors un problème de répartition des richesses, qui induit un sentiment d'insécurité sociale et donc peut contribuer à maintenir une natalité élevée.
L'Afrique subsaharienne est le seul sous-continent qui a maintenu jusqu'après l'an 2000 un indicateur conjoncturel de fécondité, qui correspond au nombre moyen d'enfants par femme, supérieur en moyenne à 5. Plusieurs facteurs peuvent contribuer à expliquer cette spécificité : les taux de mortalité général et infantile ont certes fortement baissé malgré la catastrophe du Sida, mais plus lentement qu'en Asie ; la densité initiale utile ou par kilomètre carré cultivable était faible en 1950 mais elle a quadruplé depuis et devrait encore doubler au minimum jusqu'en 2050; les taux d'alphabétisation particulièrement des femmes ainsi que d'urbanisation étaient très faibles en 1950 ; le souvenir de l'esclavage, la forte diversité ethnique et linguistique comparativement à l'Asie, la polygamie statistiquement plus fréquente qu'ailleurs, le statut de la femme souvent peu élevé, la faiblesse du développement économique, la "balkanisation" politique ont pu contribuer également au maintien de cette forte fécondité. Depuis le début des années 1990 la fécondité commence à diminuer lentement en liaison avec l'augmentation d'indicateurs de modernisation (durée de vie moyenne, densité utile, taux d'alphabétisation et d'urbanisation, taux d'accès à la radio, télévision), mais aussi en liaison semble-t-il avec la dégradation d'autres indicateurs dans beaucoup de pays correspondant à ce que les démographes appellent la transition de crise de la fécondité (stagnation ou baisse du PNB par habitant, dégradation de l'habitat urbain...). Cette transition devrait se poursuivre selon les projections de l'ONU jusqu'en 2040.
On observe une certaine corrélation entre la vitesse de la transition de la fécondité et celle de la croissance économique par habitant: les deux sont maximales en Asie de l'Est, minimales en Afrique subsaharienne, intermédiaires ailleurs. L'hypothèse la plus vraisemblable est que des facteurs tiers influencent en amont les deux variables. En Asie des moussons la densité utile élevée a souvent favorisé d'importantes réformes sociales agraire, éducative, sanitaire, féministe etc. comme en Asie de l'Est, donc une transition rapide de la fécondité. La politique économique a alors favorisé la révolution verte ainsi que, compte tenu de la faiblesse des exportations de produits primaires, une transition précoce dès les années 1960 vers les exportations de produits manufacturés. Ceci a permis à ces pays d'Asie d'accélérer leur croissance après 1980. 
Les facteurs opposés, faiblesse de la densité utile et des réformes sociales, maintien de la prédominance des exportations primaires sont observés notamment en Afrique et en Amérique latine. Les fortes fluctuations puis la baisse du prix des matières premières après 1980 sont en grande partie induites par les politiques néolibérales et monétaristes américaines de taux d'intérêt réel élevé. La stagnation de la demande occidentale et l'effondrement des prix à l'exportation conduisent au surendettement, puis aux plans d'ajustement structurels néo-libéraux conduits par le FMI et à une croissance ralentie, voire parfois une baisse du PNB par habitant.
Le maintien d'un indicateur de fécondité élevé, supérieur à quatre enfants par femme, concerne aujourd'hui moins de 20 % de la population mondiale majoritairement en Afrique subsaharienne. Il apparaît généralement à la fois comme une résultante et un facteur de faible développement. La croissance démographique rapide prolongée en effet accroît la part de l'épargne et de l'investissement nécessaire au simple maintien du niveau de vie: cet investissement est qualifié de démographique par Alfred Sauvy. Corrélativement cette croissance rapide amenuise considérablement et parfois annule la part de l'épargne et de l'investissement nationaux qui permettent la hausse du niveau de vie: cet investissement est dit économique.
On est donc confronté ici à une relative inadéquation culturelle et comportementale par rapport aux conditions réelles de vie.

### Le poids du secteur primaire
Le secteur primaire (agriculture et matières premières, notamment minières) a un poids majeur dans l'économie des pays en développement.
Or, le secteur primaire présente des fragilités :
- les fluctuations des cours des matières premières agricoles ou minières sur le marché mondial ne garantissent pas une stabilité des revenus,
- lorsqu'ils importent des produits finis, les pays en développement importent leurs matières premières transformées avec une forte valeur ajoutée, ce qui creuse l'appauvrissement. Par exemple, les pays en développement vendent du minerais de fer et rachètent des tracteurs produits avec ce fer. Gandhi a dénoncé la vente aux indiens de vêtements fabriqués en Angleterre à partir du coton indien[réf. nécessaire].

La situation est similaire en ce qui concerne l'agriculture de rente, c'est-à-dire produisant des végétaux comme matières premières pour l'industrie (coton pour le textile, café ou arachide pour l'agro-alimentaire...) ou comme nourriture pour l'exportation, mais aussi parfois comme matières premières de la drogue (la coca, le pavot et le cannabis). Cette paupérisation des agriculteurs peut entraîner un exode rural, qui n'est pas motivé par une mutation industrielle comme cela s'est passé dans les pays développés, mais par la faiblesse croissante ou l'absence de revenus. Les paysans arrivant en ville n'y trouvent pas une reconversion professionnelle, mais une concentration de misère.
L'orientation vers une culture de rente met souvent également en danger la sécurité alimentaire du pays, puisqu'une partie de l'agriculture ne produit plus pour le marché alimentaire intérieur, et est même un facteur d'obésité. En effet, en raison du faible coût du sucre et des huiles sur le marché mondial, productions qui sont parfois promues et subventionnées par les gouvernements des pays en développement, ces denrées sont les plus disponibles et les moins chères. On dénombre ainsi 115 millions d'obèses dans les pays en développement.
Enfin, l'extraction importante de matières premières peut provoquer le phénomène de maladie hollandaise dit dutch disease qui mène à la désindustrialisation du pays. Les exportations par exemple de pétrole induisent un taux de change élevé qui détruit la compétitivité industrielle et donc diminue l'emploi dans le secteur secondaire.
Depuis 1980 les pays d'Afrique, du Moyen Orient et d'Amérique latine qui ont conservé une structure traditionnelle d'exportations fondées majoritairement sur les produits primaires sont ceux qui ont connu la croissance économique la plus faible.

### Le commerce extérieur

#### La dette
L'économie mondiale après la Seconde Guerre mondiale a été modelée par les accords de Bretton Woods, et notamment la création de la Banque internationale pour la reconstruction et le développement (Bird) et du Fonds monétaire international (FMI).
Ces organismes, financés par les pays développés, ont accordé des prêts aux pays en développement. Se posent alors trois problèmes :
- l'utilisation de ces prêts : dans un certain nombre de cas, les actions menées avec cet argent n'ont pas eu d'efficacité en termes de développement ; des personnes ont très tôt dénoncé un prêt visant à financer du matériel et des travaux vendus et effectués par les pays développés, donc finalement des subventions des pays développés à leurs propres entreprises (cf. supra) ;
- les conditions des prêts : les organismes de prêt exigent souvent des réformes économiques de la part des emprunteurs, pour garantir la solvabilité, sans prendre en compte les répercussions sociales de ces réformes ;
- la constitution d'une dette : vingt ans après, une partie importante des revenus de certains pays sert à rembourser des intérêts cumulés colossaux.

Jusqu'aux années 1970, dans le contexte de la guerre froide les États-Unis et l'Europe vont privilégier une politique monétaire de taux d'intérêt réel bas qui grâce à l'inflation permettait d'effacer en grande partie les dettes et de favoriser la croissance. Le contexte monétaire et économique va se durcir considérablement après 1980: la majorité des pays d'Afrique et d'Amérique Latine qui exportent surtout des produits primaires se retrouvent surendettés et leur croissance par habitant devient très faible voire négative.[Problèmes économiques, La dette des PED : où en est-on ? (n.2892), La Documentation française]
Voir aussi : Dette.

### Les guerres
Parmi les pays notoirement en conflits en 2005, l'Irak, la Tchétchénie, la Palestine, la Côte d'Ivoire ou la République démocratique du Congo.
Le cas de ce dernier, « scandale géologique » dont les immenses richesses en matières premières devraient lui permettre de sortir du sous-développement est particulièrement éloquent et mérite d'être développé :
L'insécurité civile et économique y règne notamment à l'Est dans la région du lac Kivu, malgré la présence d'une force des Nations unies, la MONUC. Les autorités politiques de ce pays immense, grand comme l'Europe, 90 fois plus grand que son plus petit voisin, le Rwanda, où l'on parle 250 langues différentes, ont de grandes difficultés à recréer une unité nationale. Cette unité est sapée par les ambitions politiques congolaises, les forces génocidaires rwandaises repliées depuis 1994, les populations congolaises rwandophones amalgamées comme traîtres, et les incursions du petit voisin rwandais qui cherche à neutraliser ses génocidaires. De 1996 à 2003, la quasi-totalité des pays de la région intervenaient au Congo pour divers motifs. Des multinationales soutenues par leurs pays d'origine, souvent occidentaux, rodent sur ce pays pour en extraire les richesses.
Toutes ces ingérences n'aident pas le pouvoir congolais dans sa tâche. La société civile, maintenue dans une grande précarité, dans des situations de non-droit, est pourrie par les pillages liées à la pauvreté, les petits chantages financiers mesquins et quotidiens, et surtout les viols dus aux innombrables bandes de rebelles, aux armées régulières continuellement en campagne et même aux soldats de l'ONU. Ces viols, extrêmement fréquents, utilisés souvent comme arme de guerre, sont un facteur de désunions des familles, car la culture congolaise rend insupportable aux hommes que leurs femmes soient violées, ce qui entraîne des répudiations fréquentes, sans parler du développement du sida. Le tissu social de ce pays en guerre, qui a connu au moins 3 millions de morts depuis 1996, est donc profondément meurtri, déstructuré, déprimé, en proie à des réactions paniques, manipulable par la moindre rumeur, par toutes les idéologies, et par les sectes, prêt à s'enflammer pour la moindre désignation de boucs-émissaires. Comment un pays peut-il se développer sans un minimum de sérénité ?
Les investisseurs fuient les zones de guerre quand ce ne sont pas eux qui manipulent les conflits comme souvent en Afrique. Certaines multinationales qui ont parfois des capacités financières supérieures à celles des belligérants favorisent un esprit de corruption, affaiblissent les États de droit, manipulent les ambitions politiques et aménagent les conflits sans gêner leur exploitation mais en générant une situation de non-droit concrétisées par des zones de libre-échange de fait qui deviennent en prime le lieu de fructueux commerces d'armes fabriquées dans les pays riches. « L'Affaire Elf », et celles qui tournent autour en France, sont une illustration juridique de ce type de comportements, dont les ramifications sont probablement loin d'avoir toutes été élucidées par la justice française.

## Facteurs externes

### Les institutions internationales
Les institutions financières issues de la conférence de Bretton Woods, la Banque mondiale et le Fonds monétaire international, font des prêts aux États, mais exigent en échange des restructurations qui sont très favorables au néolibéralisme depuis 1980, mais souvent inadaptées aux réalités sociales du pays et qui ont fréquemment débouché sur un échec Cf. infra
Le GATT, puis l'OMC, imposent une ouverture des marchés intérieurs et l'arrêt de subventions, alors que des pays ayant un fort poids économique, comme la France ou les États-Unis, conservent des mesures protectionnistes, ce qui accroît encore les inégalités.

### L'action des ONG du Nord
L'analyse de l'intervention des ONG du Nord dans l'aide au développement est objectivement ambivalente :
Les ONG participent à la lutte contre les freins au développement :
- en développant l'économie locale
- en participant à la formation des acteurs locaux
- en constituant une alternative à l'insuffisance étatique

Mais les ONG alimentent des freins au développement :
- en détournant l'aide des états du Nord aux dépens des ONG locales
- en stimulant la formation de diplômés du Nord spécialisés dans l'aide au développement
- en occupant des emplois de substitution encouragés par les états du Nord
- en détournant les procédures administratives locales sous prétexte de lutte contre la corruption
- en réalisant un pouvoir économico-financier non soumis aux contrôles de l'administration locale
- en constituant un relais indirect au néo-colonialisme des États du Nord qui les finance
- en étant à l'origine de complexes d'infériorité latents dans l'inconscient collectif des populations concernées

### Une aide humanitaire maladroite
Les pays développés ont connu jusqu'au XIXe siècle des famines et des épidémies, similaires à celles que connaissent les pays en développement ; dans le cadre de la santé, c'est donc l'élévation de la référence qui rend le pays « sous-développé ». Mais humainement, il n'est pas possible de laisser mourir des humains alors que l'on pense disposer des richesses et du savoir-faire nécessaires pour les sauver. Les pays développés ont donc mis en place une aide humanitaire.
Cependant, dans un grand nombre de cas, cette aide humanitaire s'est révélée maladroite.
L'envoi de nourriture, s'il est indispensable en période aiguë de famine, déstabilise l'économie et l'agriculture locale en dehors de ces périodes ; les populations bénéficiant d'une nourriture gratuite (lorsqu'elle n'est pas détournée et vendue) n'achètent plus la production locale, qui fait faillite ce qui favorise… la famine.
Plusieurs grands projets de développement (grands barrages comme Abou Simbel, réformes de l'agriculture…) ont abouti à un échec car ils n'ont pas été faits avec la collaboration des populations locales. N'ayant eu aucune explication et n'étant pas impliquées, elles n'ont pas compris le but de ces énormes chantiers et ne se sont pas vu indiquer leurs éventuels effets nocifs. Certains projets ont été rejetés par la population car ils se heurtaient aux traditions (cf. supra). Le bénéfice a été parfois nul, voire négatif : barrage d'Assouan, assèchement de la mer d'Aral…
- en induisant un sentiment de découragement : « si les ingénieurs, malgré leur savoir et leur technologie n'arrivent pas à nous aider, comment pouvons-nous y arriver ? » ;
- en provoquant une déstabilisation sociale : en favorisant une catégorie de personnes (par exemple les jeunes associés au projet prennent du pouvoir et de l'influence vis-à-vis des anciens, qui en rétorsion refusent de transmettre leur savoir traditionnel), ou bien un village ou une ethnie (de par l'implantation géographique du projet), créant des tensions ;
- en ayant parfois des effets secondaires néfastes : par exemple, la création d'un barrage crée une étendue d'eau immobile propice au développement de maladies et une évaporation qui diminue d'autant l'eau restant pour les cultures.

Citons ici Eustace Gitonga, président du Community Museum of Kenya : « Le prosopis a été importé d'Amérique du Sud dans les années 80 par la FAO, l'Organisation des Nations unies pour l'agriculture, pour lutter contre la désertification. Mais le rêve de pâturages pour les bêtes a viré au cauchemar : les jeunes pousses chargées en sucre ont édenté les chèvres, mortes de faim. Coupantes, elles ont entraîné des inflammations des bergers, jusqu'à des amputations, des morts. Les racines de 20 mètres ont épuisé les nappes phréatiques, entraînant la migration de paysans vers l'Ouganda, provoquant des conflits. En 2002, avec notre ONG de 18 membres, on est allés voir le gouvernement et la FAO. Silence. Alors, on a monté un dossier, porté l'affaire devant la cour de Nairobi en 2004. Elle a dénoncé la responsabilité de la FAO et demandé au gouvernement d'inscrire l'arbre sur une liste de plantes nocives. Deux ans plus tard, la FAO vante toujours les mérites du prosepis. »
Dans certains cas, l'aide humanitaire est même une arme politique et économique de la part des pays fournissant l'aide. C'est par exemple le cas de la green weapon, l'arme verte, la fourniture de nourriture ou de semence sous condition. Dans la même logique, la fourniture de semences transgéniques (plants résistants aux maladies, aux insectes, à la sécheresse, plants à haut rendement) aux pays en développement est présentée comme une aide ; mais les graines ne pouvant être replantées (contrairement aux semences naturelles), les agriculteurs deviennent dépendants des pays fournisseurs.
On remarquera aussi que l'aide humanitaire française est essentiellement orientée vers ses anciennes colonies, pour des raisons historiques et linguistique. Cela souligne que dans un certain nombre de cas, la francophonie pèse autant voire plus que les besoins réels dans les décisions d'aide, et que cette décision relève bien de la politique étrangère, Problèmes économiques
No 2.829, 29 octobre 2003, L'aide publique au développement
L'aide humanitaire peut aussi être une arme pour l'État chargé de redistribuer l'aide aux populations. Ainsi, la famine de 1984 en Éthiopie concernait essentiellement les hauts-plateaux Nord du pays, qui étaient entrés en rébellion contre le pouvoir central  ; elle s'est développée alors que le reste du pays était en surproduction alimentaire. La distribution de l'aide alimentaire était un moyen de contrôle de la population par le gouvernement central.